# Bandeira da província de La Pampa
A  Bandeira de La Pampa é um dos símbolos oficiais da Província de La Pampa, uma subdivisão da Argentina. Foi criada em 3 de dezembro de 1993 mediante a Lei Provincial N° 1513. A lei foi escrita por Dr. Luis Alberto Galcerán, líder do Partido Justicialista no parlamento da província.
Seu desenho consiste em um retângulo de proporção largura comprimento igual a 9:14 dividido em três faixas horizontais de mesma largura. A superior e a inferior são azul celeste e a intermediária é branca. No centro da faixa branca está o brasão da província.

## Simbolismo
Tanto as cores branca e celeste como ao desenho remetem à bandeira da Argentina.